# 위대한 쇼
《위대한 쇼》는 2019년 8월 26일부터 2019년 10월 15일까지 tvN에서 방영된 tvN 월화 드라마이다.

## 등장 인물

### 주요 인물
- 송승헌 : 위대한 역 (아역 : 김건우) - 39세. 대리운전기사. 전진당 소속의 ‘전’ 국회의원
- 이선빈 : 정수현 역 - 35세. '논쟁' 메인작가. 대한의 앞집 여자. 시사 교양 프로그램의 10년차 구성작가
- 임주환 : 강준호 역 - 39세. 변호사. 시사 평론계의 아이돌. 강경훈의 외아들

### 위대한의 주변인물
- 노정의 : 한다정 역 - 18세. 시원시원한 성격
- 정준원 : 한탁 역 - 16세. 초씨니컬한 성격
- 김준 : 한태풍 역 - 8세. 사남매의 막내. 송이와 이란성 쌍둥이
- 박예나 : 한송이 역 - 8세. 분리 불안 증세를 보이는 사남매의 막내
- 한상혁 : 최정우 역 - 20세. 밑도 끝도 없는 해맑음. 다정의 남친. 아이돌 연습생

### 정수현의 주변인물
- 이원종 : 정종철 역 - 63세. 수현의 부친. 인주시장에서 부인 미숙과 함께 치킨가게를 운영. 현재 인주시장 상인연합회장
- 김현 : 양미숙 역 - 59세. 수현의 모친. 생활력 강한 억척 아줌마. 종철과 함께 치킨가게를 운영
- 강은아 : 정지현 역 - 18세. 수현의 여동생. 매사 긍정적

### 강준호의 주변인물
- 손병호 : 강경훈 역 - 67세. 국회의원. 준호의 부친이자 민국당 소속의 6선 국회의원
- 우현주 : 박수지 역 - 65세. 경훈의 아내이자 준호의 모친. 전형적인 부잣집 사모님이자 유명 탤런트

### 정계 & 방송계
- 김동영 : 고봉주 역 - 34세. 대한의 국회의원 시절 보좌관. 현 인주시장 비서
- 유성주 : 정한수 역 - 57세. 인주시장. 대한의 대학 선배. 한수가 국회의원 시절 대한이 보좌관
- 박하나 : 김혜진 역 - 35세. 위대한의 前 여자친구. ‘논쟁’ MC
- 유장영 : 구피디 역 - 37세. ‘논쟁’ 메인피디. 시청률 지상주의자
- 송지현 : 안작가 역 - 27세. ‘논쟁’ 서브작가. 까칠하고 시니컬한 성격의 ‘프로불편러’
- 표혜림 : 마작가 역 - 24세. ‘논쟁’ 막내작가. 밝고 명랑하며 살짝 푼수끼가 있는 가쉽걸

### 그 외 인물
- 조혜령 : 최작가 역
- 이하성
- 송민형 : 백수창 역 - 전진당 대표
- 라희선
- 이채은 : 민지 역 - 다정의 같은 반 학생
- 이가연 : 단비 역
- 김예스더 : 반장 역
- 김려원 : 여고생 역
- 이황섭 : 기범 (처남) 역
- 최희정
- 최문경 : 김선미 역 - 다정의 엄마
- 윤여훈 : 용수 역
- 이동현 : 재윤 역 - 한탁의 같은 반 학생
- 윤성훈 : 상민 역 - 한탁의 같은 반 학생
- 조민정
- 조연우
- 서지우
- 강성진 : 한동남 역 - 전직 강력반 형사. 다정의 의붓 아버지
- 박진영
- 배유리 : 산부인과 의사 역
- 유순웅
- 윤용현
- 조승연
- 한희정 : 단비 모 역
- 최재섭
- 장명갑
- 김주일
- 김수영
- 이가은
- 최승연
- 박지민
- 유수아
- 김주령

### 특별출연
- 이도현 : 청년 위대한 역
- 유승목 : 위대한의 아버지 역
- 최수린
- 정영진
- 최욱

## 촬영지
- 광화문광장
- 당산철교
- 장미원골목식당
- 옹도

## 시청률
최저 시청률과 최고 시청률은 시청률 조사회사와 지역별로 시청률에 차이가 있을 수 있습니다.
| 2019년      | 2019년      | 2019년         | 2019년       | 2019년 |
| 회차        | 방송일      | AGB 시청률     | AGB 시청률   |        |
| 회차        | 방송일      | 대한민국(전국) | 수도권(서울) |        |
| ----------- | ----------- | -------------- | ------------ | ------ |
| 제1회       | 8월 26일    | 3.056%         | 3.223%       |        |
| 제2회       | 8월 27일    | 2.941%         | 3.574%       |        |
| 제3회       | 9월 2일     | 3.037%         | 3.154%       |        |
| 제4회       | 9월 3일     | 2.966%         | 3.475%       |        |
| 제5회       | 9월 9일     | 2.467%         | 2.834%       |        |
| 제6회       | 9월 10일    | 2.779%         | 2.907%       |        |
| 제7회       | 9월 16일    | 2.529%         | 2.673%       |        |
| 제8회       | 9월 17일    | 2.708%         | 2.586%       |        |
| 제9회       | 9월 23일    | 2.234%         | 2.167%       |        |
| 제10회      | 9월 24일    | 2.143%         | 2.128%       |        |
| 제11회      | 9월 30일    | 2.019%         | 2.180%       |        |
| 제12회      | 10월 1일    | 2.365%         | 2.427%       |        |
| 제13회      | 10월 7일    | 2.316%         | 2.542%       |        |
| 제14회      | 10월 8일    | 2.681%         | 2.800%       |        |
| 제15회      | 10월 14일   | 2.089%         | 1.998%       |        |
| 제16회      | 10월 15일   | 3.243%         | 3.269%       |        |
| 평균 시청률 | 평균 시청률 | 2.598%         | 2.746%       |        |

## 참고 사항
- 이 화면은 레터박스로 구성되었다.

## 같이 보기
- 대한민국의 텔레비전 드라마 목록 (ㅇ)
- 2019년 대한민국의 텔레비전 드라마 목록